# Otto Krauss

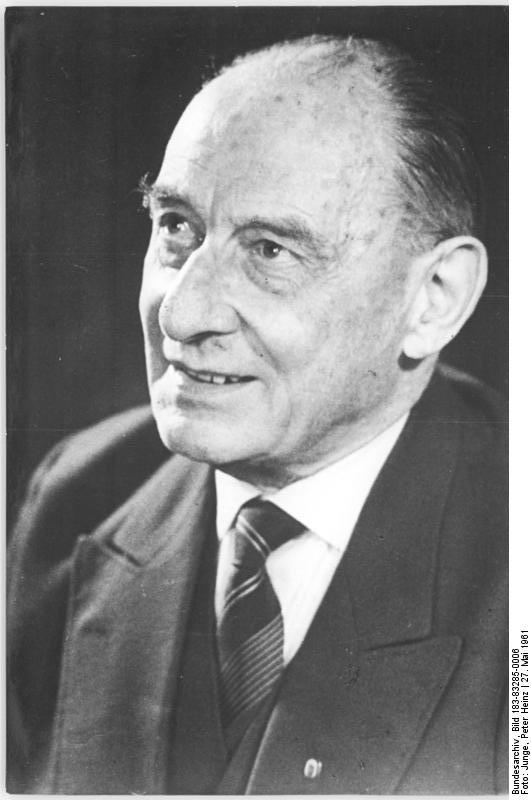
Otto Krauss (1961)

Otto Krauss (* 8. November 1884 in Gotha; † 1. Mai 1971 in Erfurt) war ein deutscher Parteifunktionär der Blockpartei LDPD. Als deren Abgeordneter gehörte er 21 Jahre lang der Volkskammer an, deren Alterspräsident er zuletzt war.

## Leben
Krauss war gelernter Bankkaufmann. Von 1945 bis 1952 war er Leiter der Thüringischen Landesbank in Erfurt.
Sein politisches Engagement begann nach dem Ersten Weltkrieg, als er sich der Deutschen Friedensgesellschaft und der Liga für Menschenrechte anschloss. Nach Ende des Zweiten Weltkriegs gehörte er 1945 zu den Gründern der LDP in Erfurt und diente von 1945 bis 1953 in der thüringischen Landeshauptstadt als Stadtverordnetenvorsteher. 1950 wurde er erstmals in die Volkskammer gewählt, der er ununterbrochen bis zu seinem Tod 1971 angehörte. Ab dem 9. Juli 1964 war er deren Alterspräsident.
Krauss erhielt im Laufe seiner politischen Karriere eine Reihe von Ehrungen sowie staatlichen Auszeichnungen der DDR. 1958 wurde ihm die Wilhelm-Külz-Ehrennadel, die höchste Auszeichnung der LDPD verliehen. Außerdem erhielt er unter anderem 1964 den Orden Banner der Arbeit, 1968 die Deutsche Friedensmedaille sowie 1969 den Vaterländischen Verdienstorden in Gold (1959 in Silber, 1955 in Bronze).